# Rotebro IS FF
Rotebro IS är en fotbollsförening från Sollentuna kommun. 
I klubben finns 18 verksamma lag, fyra flicklag, tio pojklag och ett A-lag i division 5 på herrsidan och ett damlag i div 5.

## Historia
Rotebro IS bildades den 5 juli 1918 under namnet Norrvikens Idrottssällskap och är Sollentuna kommuns äldsta fotbollsförening och även en av kommunens äldsta idrottsföreningar. 1950 ändrades namnet till Rotebro Idrottssällskap. 
Rotebro IS har under de dryga 90 åren som verksam idrottsförening utövat många olika sporter. Det har bland annat funnits verksamhet inom ishockey, skidåkning, bandy och gymnastik. Rotebro IS bedrev verksamhet inom fotboll, innebandy och orientering i samma förening fram till den 17 mars 2004 då orienterings- och innebandygrenarna bröt sig ur och bildade egna föreningar, Rotebro IS Orienteringsklubb och Rotebro IS Innebandyklubb. Rotebro IS bytte då namn till det nuvarande namnet Rotebro IS Fotbollsförening.
Samma dag bildades Rotebro IS Idrottsallians, en allians bestående av representanter från varje idrottsförening i Rotebro, FF (Fotboll), IBK (Innebandy) och OK (Orientering). 

## Hemmaplan
Rotebros hemmaplan är Skinnaråsens IP. Från början var det bara en grusplan som låg i centrala Rotebro. Under åren har idrottsplatsen utvecklats, fram till för några år sedan fanns det två gräsplaner på Skinnaråsens IP. 2007 lades dock en konstgräsmatta på B-planen för att föreningen skulle ha möjlighet att utveckla verksamheten och även utöka träningsmöjligheterna i ungdomssektionen. Den kommunägda A-planen där herrarnas A-lag tränar och spelar matcher är än idag belagd av gräs.
På Skinnaråsen finns det fem omklädningsrum och ett domarrum, kaféverksamhet under matchdagar samt lokaler för klubbens kansli.

## Initiativ
Rotebro IS var som första medlem i riksorganisationen AllFair med och grundade föreningen vars syfte är att uppmuntra spelare, ledare och publik till god idrottsetik.